# Leuvense rechtsfaculteit

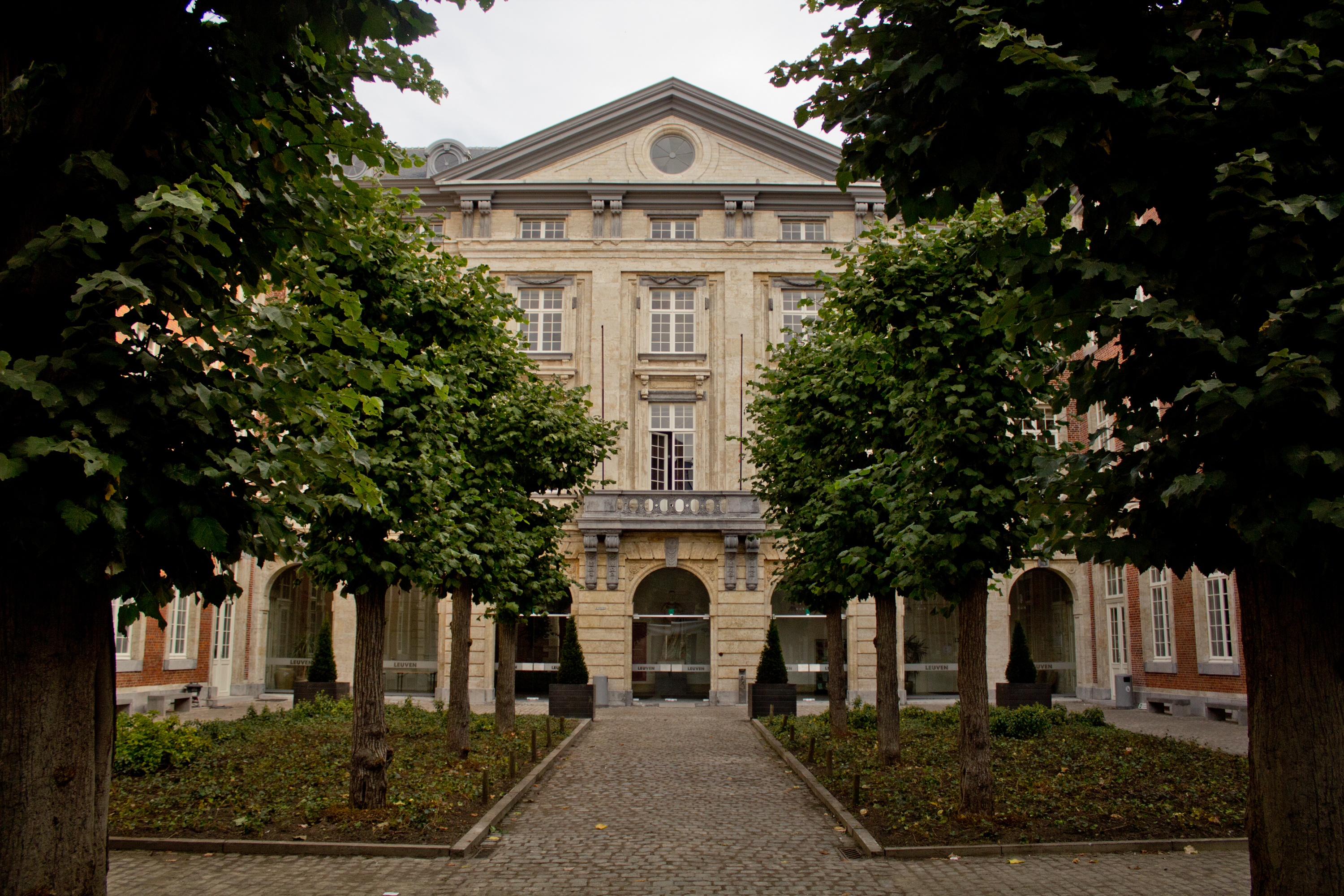
De Valk, het faculteitsgebouw in de Tiensestraat

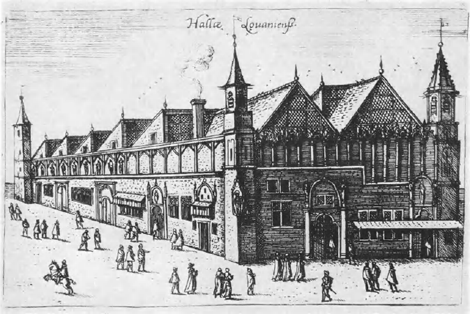
De Universiteitshal op een prent van 1610. Hier kregen de Leuvense rechtenstudenten eeuwenlang les.

De Leuvense rechtsfaculteit, sinds 2021 de Faculteit Rechtsgeleerdheid en Criminologische Wetenschappen, is de universitaire rechtenopleiding die sinds 1426 bestaat in de Belgische stad Leuven. Doorheen de eeuwen is ze onderdeel geweest van het Studium Generale Lovaniense, de Rijksuniversiteit Leuven en de KU Leuven.

## Geschiedenis
De stichtingsbul Sapientie immarcescibilis van 1425 liet alle faculteiten toe behalve theologie. De drijvende kracht achter de oprichting van de universiteit was Filips de Goede en zijn voornaamste beweegreden was het bekomen van een rechtenopleiding met het oog op bestuurlijke centralisatie. Van bij de opening in 1426 had de universiteit een faculteit canoniek recht en een faculteit civiel recht. De professoren kwamen uit Keulen en doceerden het pan-Europese ius commune, zonder bekommernis voor lokaal gewoonterecht of feodale regels. Weldra bemanden Leuvense afgestudeerden de landsheerlijke gerechtshoven van de Bourgondische Nederlanden.
In 1431 richtten de juristen en canonisten samen het Collegium facultatum utriusque iuris op, dat examens organiseerde en diploma's uitreikte. Ze boden colleges aan een vijftigtal rechtenstudenten, die eerst de artesopleiding hadden gevolgd. Het baccalaureaat in de rechten nam minstens 3,5 jaar in beslag. De Leuvense universiteit oversteeg de Brabantse context en werd de nationale instelling voor hoger onderwijs in de Nederlanden. Ze verdedigde haar monopoliepositie met hand en tand, vooral tegen Franstalige steden die een groot potentieel zagen in studenten die naar Parijs, Dole of elders vertrokken. Het Leuvense alleenrecht werd in 1530 bevestigd door de Grote Raad van Mechelen en zou pas in 1562 worden doorbroken door de Universiteit van Douai. Koning Filips II had daartoe beslist onder druk van de Reformatie en ging in 1570 nog verder door buitenlandse studiereizen te verbieden voor inwoners van de Spaanse Nederlanden.
Ondertussen had de rechtenfaculteit internationaal aanzien verworven, met als eerste exponent Nicolaas Everaerts rond 1500. Een andere figuur was de onderwijsvernieuwer Gabriël Mudaeus. Met Hopperus, Peckius, Vendeville en Wamesius werden in 1553 vier befaamde doctores afgeleverd. Waar de theologische faculteit berucht was om haar verwevenheid met de inquisitie, heerste binnen de rechtsfaculteit een modus vivendi tussen katholieken en calvinisten. Het vertrek van de laatsten vanaf 1575 was mee ingegeven doordat Willem van Oranje hen een hoger loon bood in de nieuw opgerichte Universiteit van Leiden. In Leuven volgde een periode van neergang.
Niettemin waren er nog rechtsgeleerden als Vernulaeus, Zypaeus en Tuldenus, en stond de faculteit open voor de vernieuwing in de rechtstheorie van de theoloog Lessius, die in De iustitia et iure zijn leer van aangeboren rechten uiteenzette. Het natuurrecht waartoe hij mee de aanzet gaf, leidde tot de opdeling privaatrecht–publiekrecht–internationaal recht. In de 17e eeuw beperkte de uitstraling van de rechtsfaculteit zich hoofdzakelijk tot de Spaanse Nederlanden. Een prominent thema was de spanning tussen het vorstelijk absolutisme en het canoniek recht uit Rome. Professor Zeger Bernhard van Espen verdedigde de civiele overheid, maar hij werd in 1728 tot ontslag gedwongen vanwege jansenisme. Eerder behoorde ook Petrus Stockmans tot die stroming.
In de 18e eeuw werden de faculteiten kerkelijk en burgerlijk recht samengevoegd. Het niveau zakte en er waren er weinig doctoraten en publicaties. Het overwegend ultramontaanse professorenkorps kende ook hoogleraren die de verlichte hervormingsplannen steunden, zoals Josse Le Plat en Charles Lambrechts. Na een visitatie in 1786 werd de rechtenopleiding in 1788-1790 naar Brussel overgeheveld. Na die paar jaar kwam ze terug, maar de Franse aanhechting betekende in 1797 het einde van de Leuvense universiteit. De rechtenopleiding werd gecentraliseerd in de École centrale van Brussel.
Onder het Koninkrijk der Nederlanden keerde ze dankzij de niet-confessionele Rijksuniversiteit in 1817 weer terug naar Leuven. In een breuk met het napoleontische model van techniciteit, werd aansluiting gezocht bij het brede humboldtiaanse ideaal. Er werden gerenommeerde professoren uit Duitsland aangetrokken, zoals Holtius, Birnbaum en Warnkönig, maar ook oudgedienden zoals Xavier Jacquelart.
Het Belgische parlement sloot in 1835 de deuren van Rijksuniversiteit. In de plaats daarvan kwam de Katholieke Universiteit Leuven, een initiatief van de Belgische bisschoppen dat zich beriep op de eeuwenoude traditie. De lessen werden gegeven door Belgische professoren, met leidende figuren als Ignace Quirini en Antoine Ernst. Om de vrijheid van onderwijs te verzoenen met de beroepstoegang verleend door academische diploma's, werden de examens centraal afgenomen door een commissie in Brussel. Door de wet op de academische graden van 1876 mochten universiteiten zelf examens afnemen en graden toekennen, zij het dat diploma's nog centraal moesten worden bekrachtigd.
De universiteit opende in 1920 de deuren voor vrouwelijke studenten, wat in de rechtsfaculteit meteen tot uiting kwam in de inschrijving van Germaine Cox. De strijd rond Leuven Vlaams leidde in 1968 tot de splitsing van de universiteit en dus ook van de rechtsfaculteit. Het jaar daarna werd de opleiding ingrijpend hertekend op nationaal vlak: het driejarige doctoraat na de kandidatuur werd vervangen door een licentiaat, en het doctoraat werd voortaan een derde graad met proefschrift. In 2004 werd de bachelor-masterstructuur ingevoerd, wat een overgang inhield van 2-3 naar 3-2.

## Onderwijstaal
Aan de Oude Universiteit en de Rijksuniversiteit was de enige onderwijstaal in de rechtsfaculteit het Latijn. In de Katholieke Universiteit Leuven was dat het Frans. Stappen in de vernederlandsing van de rechtsfaculteit werden in de jaren '30 gezet met de introductie van Vlaamse Leergangen, mogelijk gemaakt door de wet van 1929. Omdat anders dan in Gent het Frans nog was toegelaten en ook gewoon de hoofdrol bleef spelen, maakte een gereputeerde professor als Charles De Visscher de overstap naar Leuven. De ontdubbeling kreeg in 1968 haar institutionele beslag door de splitsing in een Nederlandstalige en een Franstalige faculteit. Het effectieve vertrek van de Franstalige juristen naar Louvain-la-Neuve vond plaats in 1975. In de 21e eeuw worden sommige vakken in het Engels gedoceerd, maar vooral in de bacheloropleiding is het Nederlands sterk overwegend.

## Locaties
Van bij de eerste colleges in 1426 kregen de rechtenstudenten onderwijs in de Universiteitshal en vanaf 1483 vonden er disputationes plaats in het Sint-Ivocollege. De Universiteitshal bleef in gebruik tot 1797, en was opnieuw de plaats waar rechten werden gedoceerd onder de Rijksuniversiteit vanaf 1816 en onder de KU Leuven vanaf 1835. De verwoesting van het historische gebouw door de Duitsers in 1914 leidde tot een zwerftocht langs verschillende locaties, waaronder het Spoelberghinstituut in de Krakenstraat. Rond 1960 stond de overheid de voormalige Pedagogie De Valk aan de Tiensestraat af aan de universiteit. Na een restauratie in 1960-1962 en een moderne uitbreiding in 1966 richting Monseigneur Ladeuzeplein, werd het de zetel van de rechtenfaculteit.

## Criminologie
In het academiejaar 1966-1967 werd de School voor Criminologie in de Faculteit Rechtsgeleerdheid geïntegreerd. Ze was ontstaan in 1929 en was op de kaart gezet door Étienne De Greeff. In 2021 werd beslist de criminologische afdeling ook op te nemen in de officiële faculteitsnaam.

## Decanen
Sinds de splitsing van 1968 heeft de faculteit de volgende decanen gekend:
- Zeger Van Hee (1968-1971)
- Jan De Meyer (1971-1974)
- Guido van Dievoet (1974-1978)
- Roger Dillemans (1978-1981)
- Jan Broekman (1981-1983)
- Roger Blanpain (1983-1987)
- Raf Verstegen (1987-1993)
- Jacques Herbots (1993-1999)
- Frans Vanistendael (1999-2005)
- Paul Van Orshoven (2005-2012)
- Bernard Tilleman (2012-2020)
- Wouter Devroe (2020-)

## Voetnoten
1. ↑  Hildegarde De Ridder-Symoens, "Tussen Leuven (1425) en Dowaai (1562): de hardnekkige handhaving van een monopoliepositie", in: Ex abundantia cordis. Vriendenboek Mark Derez, eds. Kjell Corens, Jan De Maeyer en Marc Nelissen, 2019, p. 27. Gearchiveerd op 11 september 2023.
2. ↑  Raf Verstegen, Academische graden en bekwaamheidsbewijzen[dode link], in: Jura Falconis, 1975-1976, p. 180-181